# Дыха, Владимир Анатольевич
Владимир Анатольевич Дыха (1 декабря 1948, г. Караганда, Республика Казахстан) — начальник мастерской генерального плана ОАО ПИ «Новосибгражданпроект», Почетный архитектор России.

## Биография
В 1971 г. окончил архитектурный факультет Новосибирского инженерно-строительного института имени В. В. Куйбышева и в августе 1971 г. начал работать в Омском филиале «ВНИПИНефть».
С 1976 г. и по настоящее время, работая в ОАО ПИ «Новосибгражданпроект», занимается разработкой градостроительных проектов.

## Проекты
В Омском филиале «ВНИПИНефть» разработаны:
- проект застройки жилого района Омского нефтекомбината (1971—1972)
- проекты контрольно-товарных лабораторий нефтезаводов в Мажейкяе (Литва, 1972), Мосуле (Ирак, 1972), Скопье (Югославия, 1973)
- интерьеры Нефтяного техникума в г. Омске (1973); проектные предложения по комплексу университета в Омске (1974—1975)
- реконструкция парка на берегу реки Иртыш в Омске (1974)
- проект инженерного корпуса Омского нефтекомбината (1974)
- общежитие ПТУ на 240 мест со спортивным залом в Советском районе Омска (1975).

В ОАО ПИ «Новосибгражданпроект» разработаны:
- «Перспективная схема развития туризма в Новосибирской области» (1983)
- генеральные планы населенных пунктов в Новосибирской области — городов Бердск (в том числе схема генерального плана Южного планировочного района с ПДП I-ой очереди застройки), Искитим, Куйбышев, Барабинск, Черепаново, Татарск, Обь, Купино, Болотное, районных центров Чистоозёрное, Кыштовка, Мошково, посёлка Горный
- генеральные планы городов Кемеровской области Междуреченск, Ленинск-Кузнецкий, Прокопьевск, Тайга
- генеральные планы населенных пунктов в Тюменской области и в ЯНАО — города Лангепас, посёлков Старый Надым, Белозерный, Катравож
- проекты детальных планировок и проекты планировки районов:
  - ПДП центральной части райцентра Маслянино, ПДП застройки и благоустройства долины речки Каменки в районе ул. Фрунзе в Новосибирске;
  - ПДП застройки и благоустройства долины речки Ельцовки-I в районе от Красного проспекта до ул. Нарымской в Новосибирске; ПДП жилого района «Береговой» в Новосибирске
  - ПДП жилого района «Прибрежный» в Новосибирске
  - ПДП жилого района «Ключ-Камышенский» в Новосибирске; эскизный проект застройки жилого квартала по ул. Богаткова в Новосибирске
  - ПДП жилого района «Камышевка» в Новосибирском районе
  - ПДП центральной части Бердска
  - ПДП Северного района Оби
  - проект планировки жилого района «Южный» в Бердске
  - проект планировки Центральной части Новосибирска
  - проект планировки жилого района Пашино в Калининском районе Новосибирска
- проекты ландшафтной архитектуры и благоустройства:
  - благоустройство долины речки Каменки от ул. Лескова до ул. Зыряновской в Новосибирске
  - вторая очередь благоустройства сквера на набережной р. Оби в Новосибирске
  - реконструкция парка «У моря Обского» в Новосибирске
  - реконструкция сквера у Новосибирского государственного академического театра оперы и балета
- «Правила землепользования и застройки» городов Бердска, Междуреченска, Ленинска-Кузнецкого, Прокопьевска, Тайги.

С 1976 по 1987 год Дыха участвовал в разработке конкурсных проектов центров городов по заказу Госстроя СССР и Госгражданстроя СССР:
- Красноярск (1 премия)
- Ульяновск (левый берег)
- Омск
- Ангарск (1 премия)
- Находка (1 премия)
- Кемерово (1 премия)

В настоящее время работает над проектом планировки Центральной части Октябрьского района г. Новосибирска, проектами планировки жилых районов «Затон» и «Лесоперевалка» в Ленинском районе Новосибирска, проектом «Схема территориального планирования Каргатского района Новосибирской области» с генеральными планами отдельных населенных пунктов района.

## Награды
- Дипломант регионального смотра — конкурса «Золотая капитель»: в 2002 году — за серию градостроительных проектов для Новосибирской области и города Новосибирска, в 2010 году — за проект планировки Центральной части Новосибирска[1].
- Грамота Сибирского отделения Российской академии архитектуры и строительных наук участнику VII смотра-конкурса «Золотая капитель» за разработку серии градостроительных проектов для Новосибирска и Новосибирской области. (2002 г.)
- Грамота и дипломы администрации Новосибирской области, мэрии Новосибирска, Сибирского отделения Российской академии архитектуры и строительных наук[2] за серию градостроительных проектов для Новосибирской области и г. Новосибирска.
- Почётный архитектор России (приказ Министерства регионального развития РФ от 02.07.2008).